# Cột Đức Mẹ ở Nymburk

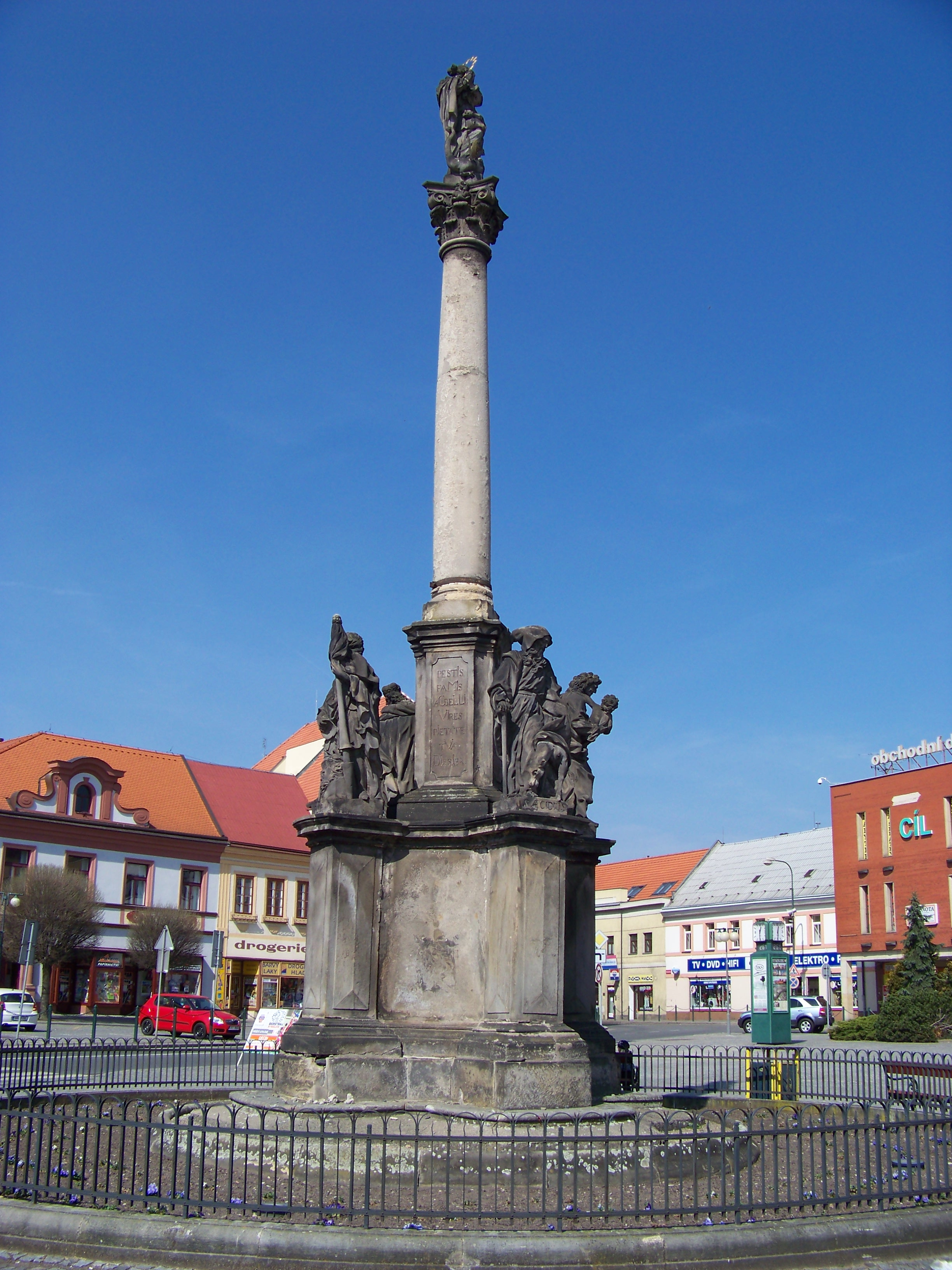
Cột Đức Mẹ ở Nymburk (2011)

Cột Đức Mẹ ở Nymburk (tên khác: Cột bệnh dịch, tiếng Séc: Mariánský sloup v Nymburce, Morový sloup) là một trong những tượng đài tôn giáo nổi tiếng về Đức Mẹ, tọa lạc ở quảng trường Přemyslid tại thị trấn Nymburk, vùng Středočeský, Cộng hòa Séc. Tượng đài này có tên trong danh sách các di tích văn hóa của Cộng hòa Séc.

## Lịch sử
Các trận dịch hạch khủng khiếp từng hoành hành ở thị trấn Nymburk vào các năm 1549, 1563, 1598, 1606 và 1713. Vì vậy, cột Đức Mẹ ở Nymburk được dựng lên vào năm 1717, nhằm bày tỏ lòng biết ơn chân thành đối với Mẹ Maria, vì Ngài đã phù hộ cho người dân thị trấn Nymburk tìm ra cách vượt qua các trận dịch hạch. Những bức tượng gốc của Đức Trinh Nữ Maria và các thánh do nhà điêu khắc Jan Jiří Šlanzovský đảm nhiệm. Công trình này được trùng tu vào các năm 1857 và 2014.

## Mô tả
Bức tượng phong cách Baroque ở trên đỉnh cột khắc họa hình ảnh Đức Mẹ Đồng trinh. Ở các góc của phần bệ tượng đài có 4 bức tượng của các thánh: Thánh Wenceslas, Thánh Florian, Thánh Giles, và Thánh Giuse đang bế Chúa Giêsu hài đồng.